# Trojan (imię)
Trojan – imię męskie, którego patronem jest św. Trojan, uczeń św. Bibiana, biskup Saintes.
Trojan imieniny obchodzi 10 lutego.